# Unités urbaines en Corrèze
Les unités urbaines en Corrèze sont des agglomérations urbaines françaises situées dans le département de la Corrèze, en région Nouvelle-Aquitaine.
Elles sont définies principalement sur le critère de la continuité du bâti par l’Institut national de la statistique et des études économiques (Insee). Plus précisément, l'unité urbaine correspond à une commune ou un ensemble de communes dont plus de la moitié de la population réside dans une zone agglomérée de plus de 2 000 habitants dans laquelle aucune habitation n'est séparée de la plus proche de plus de 200 mètres.
En 2025, la Corrèze comprend 10 unités urbaines.

## Liste des unités urbaines
Le tableau ci-dessous présente la liste des dix unités urbaines dans le département :
| Code Insee | Unité urbaine         | Nombre de communes | Aire d'attraction                         | Superficie (km²) | Population (2022) | Densité (2022) (hab/km²) |
| ---------- | --------------------- | ------------------ | ----------------------------------------- | ---------------- | ----------------- | ------------------------ |
| 00557      | Brive-la-Gaillarde    | 12                 | Aire d'attraction de Brive-la-Gaillarde   | 230,6            | 76 456            | 331,6                    |
| 19401      | Tulle                 | 6                  | Aire d'attraction de Tulle                | 124,9            | 20 722            | 165,9                    |
| 19202      | Ussel                 | 1                  | Aire d'attraction d'Ussel                 | 50,4             | 9 174             | 182,0                    |
| 19201      | Allassac              | 2                  | Aire d'attraction de Brive-la-Gaillarde   | 55,2             | 5 938             | 107,6                    |
| 19106      | Objat                 | 3                  | Aire d'attraction de Brive-la-Gaillarde   | 24,6             | 4 915             | 199,8                    |
| 19105      | Égletons              | 1                  | Aire d'attraction d'Égletons              | 16,9             | 4 336             | 256,6                    |
| 19104      | Argentat-sur-Dordogne | 1                  | Aire d'attraction d'Argentat-sur-Dordogne | 29,6             | 2 857             | 96,5                     |
| 19103      | Uzerche               | 1                  | Aire d'attraction d'Uzerche               | 23,9             | 2 806             | 117,4                    |
| 19101      | Donzenac              | 1                  | Aire d'attraction de Brive-la-Gaillarde   | 24,2             | 2 714             | 112,1                    |
| 19102      | Bort-les-Orgues       | 1                  | Aire d'attraction de Bort-les-Orgues      | 15,1             | 2 487             | 164,7                    |

Le tableau ci-dessous présente la liste des unités urbaines qui ont une influence sur le département de la Corrèze :
- la commune de Cublac, en Corrèze, fait partie de l'unité urbaine de Terrasson-Lavilledieu située dans le département de la Dordogne ;
- la commune de Bilhac, en Corrèze, fait partie de l'unité urbaine de Vayrac située dans le département du Lot en région Occitanie.

| Code Insee | Unité urbaine         | Nombre de communes | Aire d'attraction                                | Superficie (km²) | Population (2022) | Densité (2022) (hab/km²) |
| ---------- | --------------------- | ------------------ | ------------------------------------------------ | ---------------- | ----------------- | ------------------------ |
| 00261      | Terrasson-Lavilledieu | 2                  | Aire d'attraction de Brive-la-Gaillarde          | 59,5             | 7 992             | 134,3                    |
| 00163      | Vayrac                | 6                  | Aire d'attraction de Biars-sur-Cère - Saint-Céré | 54,6             | 4 315             | 79,0                     |

## Pour approfondir